# Geomyza balachowskyi
Geomyza balachowskyi is een vliegensoort uit de familie van de grasvliegen (Opomyzidae). De wetenschappelijke naam van de soort is voor het eerst geldig gepubliceerd in 1934 door Mesnil.